# Adam Bielecki
Pour les articles homonymes, voir Adam Bielecki (mathématicien) et Bielecki.
Adam Radosław Bielecki (né le 12 mai 1983 à Tychy) est un alpiniste polonais. À l'âge de 17 ans, il était le plus jeune alpiniste à avoir escaladé Le Khan Tengri en style alpin. Il est connu pour avoir réalisé plusieurs premières ascensions hivernales de sommets de plus de huit mille mètres : Gasherbrum I et Broad Peak. Il réalise ses ascensions sans bouteille d'oxygène.

## Himalaya et Karakoram
Le 30 septembre 2011, Adam Bielecki, Artur Hajzer et Tomasz Wolfart, ont grimpé le sommet du Makalu (8 463 m). Sans apport supplémentaire d'oxygène.
Le 9 mars 2012, Adam Bielecki et Janusz Gołąb ont réalisé avec succès la première ascension hivernale de Gasherbrum I (8 080 m), se hissant ainsi la plus haute altitude atteinte par l'homme en hiver dans le Karakorum. Sans bouteilles d'oxygène,.
Le 31 juillet 2012, il a atteint le sommet du K2 (8 611 m) sans utiliser d'oxygène d'appoint.
Le 5 mars 2013, il gravit le Broad Peak (8 051 m) avec Maciej Berbeka, Artur Małek et Tomasz Kowalski sans utiliser d'oxygène d'appoint. Les alpinistes se sont séparés avant le sommet et, tandis que Bielecki et Małek sont redescendu jusqu'au camp de base, Berbeka et Kowalski ont disparu et ont été déclarés morts trois jours plus tard,,. Un procès par ses pairs, tenu en Pologne, accusera Bielecki de  la responsabilité de la mort de Berbeka et Kowalski.
Le 27 janvier 2018, Bielecki avec Denis Urubko, Jaroslaw Botor et Piotr Tomala ont effectué une opération de sauvetage sur le Nanga Parbat afin de sauver les alpinistes Élisabeth Revol et Tomasz Mackiewicz, coincés dans la montagne. Tous les quatre avaient tenté une ascension hivernale du K2, avec une autre équipe, et ont été transportés  par hélicoptère juste sous le camp 1 de Revol et Mackiewicz. Adam Bielecki et Denis Urubko ont gravi environ 1 200 mètres de dénivelé, de nuit et dans des conditions difficiles, en seulement huit heures pour atteindre Élisabeth Revol, grâce à la présence sur certains passages de cordes fixes encore en bon état. L'expédition parvient à secourir l'alpiniste française mais doit renoncer au sauvetage de Tomasz Mackiewicz en raison des conditions météorologiques difficiles ; celui-ci ne peut plus marcher, ne voit plus, et est resté à environ 7 200 mètres d'altitude. L'expédition du K2 s'est terminée sans succès, l'équipe nationale formée en Pologne restant pleine d'individualités, et n'a jamais réussie à être soudée et efficace.
En 2017, Bielecki et Berg tentent la face ouest de l'Annapurna. Ils y retournent en 2019. Sans succès.
Le 16 juillet 2018, Adam Bielecki et Félix Berg ont gravi le Gasherbrum II par la face ouest (probablement la deuxième ascension de cette face),.

## Autres montagnes
Il a dirigé de nombreuses expéditions dans différentes  montagnes sur les cinq continents, entre autres : Pic Tilicho, Pic Lénin, Jengish Chokusu (le sommet occidental 6 918), Damavand, Ararat, Kilimandjaro, Rwenzori, Mont Kenya, Chimborazo, Cotopaxi, Aconcagua, mont McKinley (Denali), pic Dhampus, El Cuerno, Artesonraju, Churup. Il a gravi les 17 sommets de plus de 4000 mètres dans les Alpes, dont le Mont Blanc, la Pointe Dufour et le Cervin.
Le 20 août 2017, Bielecki avec Paweł Migas et Jacek Czech ont ouvert trois nouvelles routes dans les Andes, dans la région de Cajon del Mapo : « Ruta Polaca », « Diedro Polaco » et « La Perdida »,.

## Sélection d’ascensions

### Ascension sur des8 000 mètres
- 2011 – Makalu

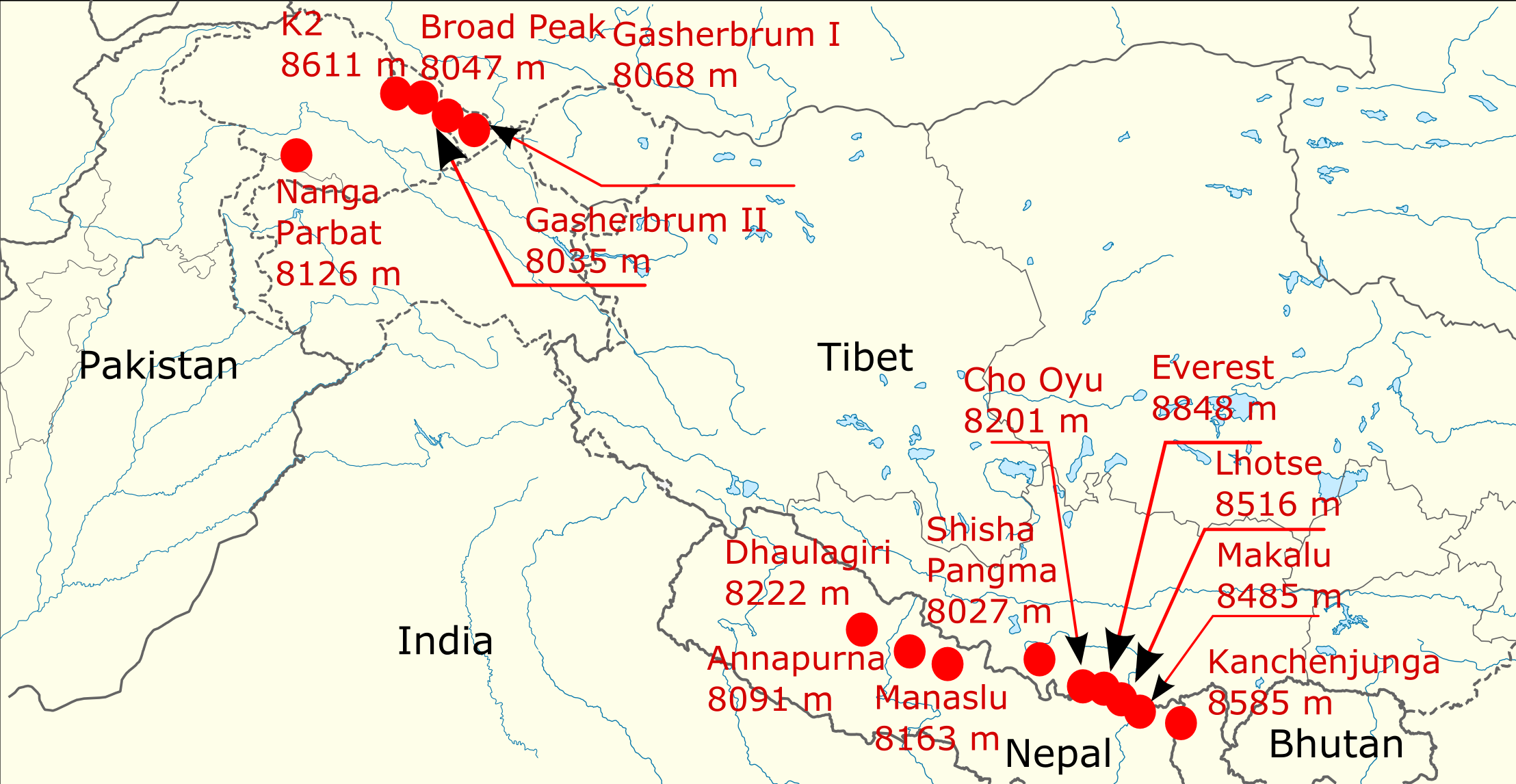
Carte des principaux sommets de l'Himalaya.

- 2012 – Gasherbrum I (première ascension hivernale)
- 2012 – K2
- 2013 – Broad Peak (première ascension hivernale)
- 2018 – Gasherbrum II (par la face ouest)

### Ascension dans les autres montagnes
- „Colton-MacIntyre”. Grandes Jorasses ED+, 1 200 m[18].
- „Shmid route”. Cervin, TD+, 1 100 m[19].
- „Transylvania” Monte Cassale, VII, 1 100 m[20].
- „Via Luna 85”, Placche Zebratta, 6c, 400 m.
- „Shangri-La” Osterva, VIII.
- „Szewska Pasja”, Młynarczyk VII+.
- „Ruta Polaca”, Cerro Arenas. TD+, 1 000 m. Première ascension
- „La Perdida”, Cerro Arenas. ED-, 900 m. Première ascension
- „Rubenzahl” Kandersteg. WI6.
- „Juvsola” Rjukan. WI6[21].
- „Original route” La Esfinge. 6c+/7a, 800 m[22].

## Publication
- (pl) Dominik Szczepański et Adam Bielecki, Spod zamarznietych powiek, Agora, janvier 2017, 384 p. (ISBN 978-8326824029)

- Adam Bielecki (trad. du polonais par Agnieszka Warszawska), Le gel ne me fermera pas les yeux, éditions Paulsen, juin 2019, 301 p. (ISBN 978-2352212881)

## Quelques prix
- Lauréat du prix « Best of ExplorersWeb 2012 » : Gasherbrum I, première ascension hivernale[23].
- « Prix de l'exploit de l'année 2012 » par l'édition polonaise de National Geographic[24].
- « The Spirit of Mountaineering Commendation » décerné par le British Alpine Club à: Krzysztof Wielicki, Adam Bielecki, Denis Urubko, Jarosław Botor et Piotr Tomala pour leur sauvetage au NangaParbat au cours de l'hiver 2018[25].
- Le « David A Sowles Award 2019 » décerné par le Club alpin américain pour l'action de sauvetage sur le NangaParbat menée par Adam Bielecki, Denis Urubko, Jarosław Botor et Piotr Tomala[26],[27].
- Les « aventuriers de l’année 2019 » de National Geographic, pour Adam Bielecki et Denis Urubko[28].